# Hiroshi Morie
Hiroshi Morie (森江 博 Morie Hiroshi), més conegut com a Heath, (Amagasaki, Hyōgo, Japó) és un músic, compositor, baixista i cantant japonès.
Va saltar a la fama per ser el baixista de X Japan des de 1992 fins al final del grup, el 1997. El 1992, després d'una renyina entre Yoshiki i Taiji Sawada va acabar amb al sortida del grup d'aquest últim, això va fer que haguessin de buscar un altres baixista pel grup. Van anar als Estats Units i allí van trobar a en Heath, ell va acceptar formar-hi part, gràcies a ell es van adonar que als Estats Units hi havia un altre grup amb el nom de X, de manera que es van canviar el nom a X Japan. A conseqüència de ser nou al grup li va costar una mica adaptar-se al grup, encara que amb la versió amb directe d'Art of Life el 1993 es va guanyar el respecte del fans. Heath també apareix al últim disc del grup, Dahlia. Actualment està amb un grup que es diu Lynx.

## Carrera
1986–2006primeres bandes, X Japan, carrera en solitari i altres treballs
La primera banda coneguda d'Heath va ser el grup de heavy metal Paranoia al qual es va unir el 1986 com a baixista. Van publicar un àlbum el 1987 abans de separar-se, amb el vocalista Nov passant a la banda de thrash metal Aion. El 1988 Heath es va unir a Sweet Beet com a vocalista durant un any. El 1990 es va traslladar a Tòquio, va ser presentat a l'hide of X a través d'un amic comú, i va assistir al concert de Nippon Budokan.
El 1991 Heath va tocar a l'Extasy Summit '91, un esdeveniment organitzat per Extasy Records del baterista X Yoshiki, amb una banda anomenada Majestic Isabelle. L'abril de 1992 es va unir a Sweet Death, amb qui havia tocat anteriorment el 1990. Sweet Death era una banda produïda per Extasy, aquell mateix any el nou líder de la banda, Kiyoshi (que anys més tard es va unir a Spread Beaver), va decidir canviar-se el nom pel de Media. Joventut. Heath no es va quedar gaire amb ells, perquè al maig Hide el va convidar a unir-se a "X Japan" després d'un assaig amb la banda.
Al juny va deixar Media Youth i el 24 d'agost de 1992, en una conferència de premsa a Nova York al Rockefeller Center, es va anunciar que s'havia unit a "X". El seu primer concert amb ells va ser el "Extasy Summit" d'octubre de 1992, i l'any següent van llançar Art of Life, que va encapçalar la llista d'Oricon. No obstant això, aquell any els membres de "X Japan" van fer una pausa per iniciar projectes en solitari. Dahlia, que es convertiria en l'últim àlbum de la banda, va ser llançat el 4 de novembre de 1996, i una vegada més, va aconseguir el primer lloc. El setembre de 1997, es va anunciar que "X Japan" es dissoldria. Van fer el seu espectacle de comiat, encertadament titulat "The Last Live", al Tokyo Dome el 31 de desembre de 1997.
El 1995, Heath va llançar el seu primer àlbum en solitari homònim. El seu segon, Gang Age Cubist, va seguir el 1998. Per a l'àlbum tribut de 1999, Tribute Spirits, Heath es va unir amb el guitarrista de "X Japan" Pata i l'antic percussionista i programador de Spread Beaver I.N.A. per cobrir la cançó Celebration. Es va reunir amb ells l'any 2000 quan van formar "Dope HEADz", afegint-hi el vocalista Jo:Ya. Van llançar dos senzills i un àlbum el 2002 quan van reclutar el nou cantant Shame i van llançar Planet of Dope, però van deixar d'activitat poc després del seu llançament.
El 29 de desembre de 2003, el baixista va anunciar un nou projecte anomenat Rats, però després del llançament de la seva re-enregistrament de Traitor de Heath, el projecte es va acabar el 29 d'agost de 2004. Aquell mateix any va formar una banda anomenada "Lynx", amb el vocalista de "Der" Zibet Issay, però no van publicar cap gravació. El 2005, Heath va reiniciar les seves activitats en solitari després d'una pausa de set anys.

## 2007 a present: reunió X Japan
Segons un informe del diari Sponichi, el vocalista de "X Japan" Toshi va visitar el bateria Yoshiki a Los Angeles el novembre de 2006 per treballar en una cançó com a homenatge per amagar-se. Al març de 2007, Toshi va anunciar al seu lloc web que ell i Yoshiki havien reiniciat la feina recentment junts, afirmant que un "nou projecte" començaria aviat. Els rumors d'una reunió de "X Japan" van començar posteriorment, i al juny es va informar que Yoshiki havia expressat interès en una gira i que estava en converses amb Heath i Pata sobre la seva participació. El 22 d'octubre de 2007, "X Japan" va anunciar la seva reunió i va llançar el tema principal de Saw IV, "I.V.".
A mitjans de març de 2009, es va informar als mitjans que Heath tenia problemes amb la seva agència de gestió personal, que els concerts d'"X Japan" a Corea del Sud els dies 21 i 22 van ser cancel·lats com a resultat, i que el baixista podria deixar la banda. El 20 d'abril, l'oferta d'Heath de retirar-se d'"X Japan" va ser confirmada a Sankei Sports, però no va ser acceptada pel líder de la banda Yoshiki. El dia abans dels seus concerts al Tokyo Dome de maig de 2009, Heath va explicar que estava qüestionant qui era com a artista, però va decidir quedar-se a la banda després de parlar amb Yoshiki.
El 2010, X Japan va fer la seva primera gira nord-americana del 25 de setembre al 10 d'octubre. La seva primera gira mundial va començar amb quatre concerts a Europa del 28 de juny al 4 de juliol de 2011, i es va reprendre de setembre a octubre amb cinc espectacles a Sud-amèrica i cinc a Àsia.
En resposta al terratrèmol i el tsunami de Tōhoku de 2011 que es van produir al Japó l'11 de març, Heath va donar suport al vocalista d'"X Japan" Toshi en vuit concerts a tot l'oest del Japó. Tots els espectacles van ser acústics en suport dels esforços nacionals de conservació de l'energia i també van comptar amb Shinya de Luna Sea i l'Orquestra Ensemble Kanazawa. Tots els beneficis van ser donats a la Creu Roja Japonesa per ajudar les víctimes.

## Equipament

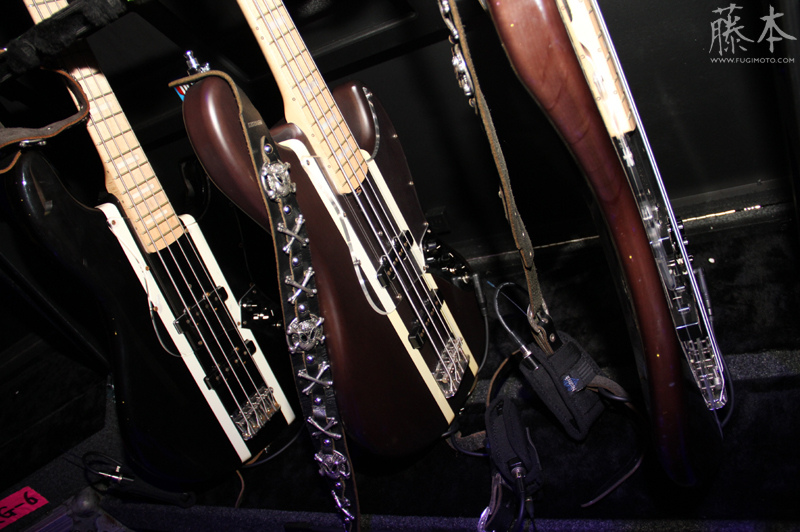
Guitarres;X-JAPAN - BACKSTAGE

Heath utilitza guitarres baixes de Fernandes; actualment utilitza el seu model de signatura FJB-115H. També tenia un model signat amb Burny, produït per Fernandes, el DB-85H. Quan es va unir per primera vegada a X Japan va utilitzar un Burny WB-X i després un Burny EB-X des de 1993 fins a aconseguir un model de signatura.

## Discografia
en solitari
- Heath (22 de febrer de 1995)
- "Meikyuu no Lovers" (迷宮のラヴァーズ, 7 d'octubre de 1996), Oricon Peak Position: #10[17]
- Segon tema final de l'anime Detective Conan.
- "Traïtor" (19 de febrer de 1997) #35[17]
- Tema principal de la sèrie de televisió Toro Asia i del videojoc Sega Saturn Phantasm.
- "Crack Yourself" (22 d'abril de 1998) # 76[17]
- Gang Age Cubist (10 de juny de 1998) #43[18]
- "New Skin" (2005, CD i DVD)
- "Come to Daddy" (2005, CD i DVD)
- "The Live" (2005, CD i DVD)
- "Solid" (25 d'agost de 2006)
- Desert Rain (16 de juliol de 2006)
- "Sweet Blood" (novembre de 2009, distribuït a l'esdeveniment del club de fans Sweet Vibration)

VHS/DVD
- Heath (22 de febrer de 1995, venut amb el primer àlbum en solitari)
- Heath of All Films 22/02/1995 ~ 31/12/1997 (27 de desembre de 1998)

Altres mitjans
- Heath (30 de març de 1993, llibre de partitures musicals)
- 「Sòlid」 (10 de gener de 2005, CD-ROM)
- Six Nine Cell (2005, CD-ROM)
- Innosent World (1 de gener de 2007, CD-ROM)

Amb Paranoia
- Come From Behind (1987)

Amb Dope HEADz
- "Glow" (21 de febrer de 2001) # 35[19]
- "True Lies" (25 d'abril de 2001) # 35[19]
- Primitive Impulse (6 de juny de 2001) #20[20]
- Planet of the Dope (24 de juliol de 2002) #59[20]

Amb Rates
- "Traitor" (2004, ve amb DVD documental en directe, Dirty High)

Amb X Japan
- Article principal: Discografia X Japan

Altres treballs
- Tribute Spirits (Diversos artistes, 1 de maig de 1999, "Celebration")
- "Red Swan" (Yoshiki amb Hyde, 3 d'octubre de 2018, baix convidat)